# Coppa Italia di Serie B 2004-2005 (calcio a 5)
La Coppa Italia di Serie B 2004-2005 è stata la 7ª edizione della competizione riservata alle società di calcio a 5 iscritte al campionato di Serie B. La coppa ha preso avvio il 15 settembre 2004 con un anticipo della prima giornata della prima fase e si è conclusa il 22 marzo 2005 con la finale tra Pro Scicli e Cinecittà.

## Prima fase
Nella prima fase le 84 società di Serie B sono state divise, secondo il criterio di vicinorietà, in 20 triangolari e 12 accoppiamenti. Le società inserite nei triangolari si affrontano reciprocamente tra loro in un unico incontro; si qualifica al turno successivo la squadra prima classificata. Negli accoppiamenti, le società si affrontano in incontri a eliminazione diretta articolate in andata e ritorno, il cui ordine di svolgimento è stabilito per sorteggio. La prima giornata dei triangolari e l'andata degli accoppiamenti si sono giocati il 15, il 18 e il 21 settembre; la seconda giornata dei triangolari e il ritorno degli accoppiamenti si sono giocati tra il 3 e il 6 ottobre; la terza giornata dei triangolari si è giocata il 12 ottobre.

### Triangolari
La squadra che riposerà nella prima giornata verrà determinata per sorteggio, così come la squadra che disputerà la prima gara in trasferta; riposerà nella seconda giornata la squadra che avrà vinto la prima gara o, in caso di parità, quella che avrà disputato la prima gara in casa; nella terza giornata si svolgerà la gara fra le due squadre che non si sono incontrate in precedenza. La classifica finale del triangolare si basa sui punti ottenuti negli incontri disputati. In caso di parità tra tre squadre si tiene conto della migliore differenza reti o in secondo luogo, del numero di reti segnate; in caso di parità tra due squadre si tiene conto nell'ordine: dell'esito degli incontri diretti; della migliore differenza reti nel complesso di tutte le gare; del maggior numero di reti segnate nel complesso di tutte le gare. Persistendo ulteriore parità verrà effettuato il sorteggio presso la Divisione Calcio a 5

#### Triangolare 1
| Squadra     | P.ti | G | V | N | P | GF | GS | DR |
| ----------- | ---- | - | - | - | - | -- | -- | -- |
| Aosta       | 4    | 2 | 1 | 1 | 0 | 6  | 5  | +1 |
| Real Cesana | 3    | 2 | 1 | 0 | 1 | 9  | 9  | 0  |
| Piemonte    | 1    | 2 | 0 | 1 | 1 | 5  | 6  | -1 |

| Squadra 1   | Risultato   | Squadra 2   |
| 1ª giornata | 1ª giornata | 1ª giornata |
| ----------- | ----------- | ----------- |
| Aosta       | 5 - 4       | Real Cesana |
| 2ª giornata |             |             |
| Real Cesana | 5 - 4       | Piemonte    |
| 3ª giornata |             |             |
| Piemonte    | 1 - 1       | Aosta       |

#### Triangolare 5
| Squadra            | P.ti | G | V | N | P | GF | GS | DR |
| ------------------ | ---- | - | - | - | - | -- | -- | -- |
| Toniolo Milano     | 6    | 2 | 2 | 0 | 0 | 8  | 4  | +4 |
| Interfive Vigevano | 1    | 2 | 0 | 1 | 1 | 11 | 13 | -2 |
| Domus Bresso       | 1    | 2 | 0 | 1 | 1 | 9  | 11 | -2 |

| Squadra 1          | Risultato   | Squadra 2          |
| 1ª giornata        | 1ª giornata | 1ª giornata        |
| ------------------ | ----------- | ------------------ |
| Toniolo Milano     | 5 - 3       | Interfive Vigevano |
| 2ª giornata        |             |                    |
| Interfive Vigevano | 8 - 8       | Domus Bresso       |
| 3ª giornata        |             |                    |
| Domus Bresso       | 1 - 3       | Toniolo Milano     |

#### Triangolare 7
| Squadra             | P.ti | G | V | N | P | GF | GS | DR |
| ------------------- | ---- | - | - | - | - | -- | -- | -- |
| Castelli Montecchio | 6    | 2 | 2 | 0 | 0 | 11 | 4  | +7 |
| Dese                | 3    | 2 | 1 | 0 | 1 | 9  | 11 | -2 |
| Manzano             | 0    | 2 | 0 | 0 | 2 | 7  | 12 | -5 |

| Squadra 1           | Risultato   | Squadra 2           |
| 1ª giornata         | 1ª giornata | 1ª giornata         |
| ------------------- | ----------- | ------------------- |
| Manzano             | 3 - 4       | Castelli Montecchio |
| 2ª giornata         |             |                     |
| Dese                | 8 - 4       | Manzano             |
| 3ª giornata         |             |                     |
| Castelli Montecchio | 7 - 1       | Dese                |

#### Triangolare 9
| Squadra | P.ti | G | V | N | P | GF | GS | DR |
| ------- | ---- | - | - | - | - | -- | -- | -- |
| Imola   | 6    | 2 | 2 | 0 | 0 | 11 | 3  | +8 |
| Forlì   | 3    | 2 | 1 | 0 | 1 | 7  | 10 | -3 |
| Rimini  | 0    | 2 | 0 | 0 | 2 | 5  | 10 | -5 |

| Squadra 1   | Risultato   | Squadra 2   |
| 1ª giornata | 1ª giornata | 1ª giornata |
| ----------- | ----------- | ----------- |
| Forlì       | 6 - 3       | Rimini      |
| 2ª giornata |             |             |
| Rimini      | 2 - 4       | Imola       |
| 3ª giornata |             |             |
| Imola       | 7 - 1       | Forlì       |

#### Triangolare 13
| Squadra    | P.ti | G | V | N | P | GF | GS | DR  |
| ---------- | ---- | - | - | - | - | -- | -- | --- |
| Livorno 94 | 6    | 2 | 2 | 0 | 0 | 8  | 2  | +6  |
| Massa      | 3    | 2 | 1 | 0 | 1 | 9  | 4  | +5  |
| IGP Pisa   | 0    | 2 | 0 | 0 | 2 | 4  | 15 | -11 |

| Squadra 1   | Risultato   | Squadra 2   |
| 1ª giornata | 1ª giornata | 1ª giornata |
| ----------- | ----------- | ----------- |
| Livorno 94  | 6 - 2       | IGP Pisa    |
| 2ª giornata |             |             |
| IGP Pisa    | 2 - 9       | Massa       |
| 3ª giornata |             |             |
| Massa       | 0 - 2       | Livorno 94  |

#### Triangolare 17
| Squadra           | P.ti | G | V | N | P | GF | GS | DR |
| ----------------- | ---- | - | - | - | - | -- | -- | -- |
| CUS Viterbo       | 3    | 2 | 1 | 0 | 1 | 11 | 10 | +1 |
| Urbetevere        | 3    | 2 | 1 | 0 | 1 | 10 | 10 | 0  |
| Aurelia Nordovest | 3    | 2 | 1 | 0 | 1 | 8  | 9  | -1 |

| Squadra 1         | Risultato   | Squadra 2         |
| 1ª giornata       | 1ª giornata | 1ª giornata       |
| ----------------- | ----------- | ----------------- |
| Aurelia Nordovest | 3 - 5       | Urbetevere        |
| 2ª giornata       |             |                   |
| CUS Viterbo       | 4 - 5       | Aurelia Nordovest |
| 3ª giornata       |             |                   |
| Urbetevere        | 5 - 7       | CUS Viterbo       |

#### Triangolare 23
| Squadra            | P.ti | G | V | N | P | GF | GS | DR |
| ------------------ | ---- | - | - | - | - | -- | -- | -- |
| Città di Chieti    | 4    | 2 | 1 | 1 | 0 | 11 | 6  | +5 |
| Marina CSA         | 4    | 2 | 1 | 1 | 0 | 6  | 4  | +2 |
| Vigor Guardiagrele | 0    | 2 | 0 | 0 | 2 | 2  | 9  | -7 |

| Squadra 1          | Risultato   | Squadra 2          |
| 1ª giornata        | 1ª giornata | 1ª giornata        |
| ------------------ | ----------- | ------------------ |
| Marina CSA         | 2 - 0       | Vigor Guardiagrele |
| 2ª giornata        |             |                    |
| Vigor Guardiagrele | 2 - 7       | Città di Chieti    |
| 3ª giornata        |             |                    |
| Città di Chieti    | 4 - 4       | Marina CSA         |

#### Triangolare 26
| Squadra      | P.ti | G | V | N | P | GF | GS | DR |
| ------------ | ---- | - | - | - | - | -- | -- | -- |
| Afragola     | 4    | 2 | 1 | 1 | 0 | 11 | 8  | +3 |
| Marigliano   | 3    | 2 | 1 | 0 | 1 | 12 | 9  | +3 |
| Real Scafati | 1    | 2 | 0 | 1 | 1 | 10 | 16 | -6 |

| Squadra 1    | Risultato   | Squadra 2    |
| 1ª giornata  | 1ª giornata | 1ª giornata  |
| ------------ | ----------- | ------------ |
| Marigliano   | 10 - 4      | Real Scafati |
| 2ª giornata  |             |              |
| Real Scafati | 6 - 6       | Afragola     |
| 3ª giornata  |             |              |
| Afragola     | 5 - 2       | Marigliano   |

#### Triangolare 29
| Squadra    | P.ti | G | V | N | P | GF | GS | DR  |
| ---------- | ---- | - | - | - | - | -- | -- | --- |
| Bisceglie  | 6    | 2 | 2 | 0 | 0 | 17 | 4  | +13 |
| Giovinazzo | 3    | 2 | 1 | 0 | 1 | 9  | 7  | +2  |
| Modugno    | 0    | 2 | 0 | 0 | 2 | 4  | 19 | -15 |

| Squadra 1   | Risultato   | Squadra 2   |
| 1ª giornata | 1ª giornata | 1ª giornata |
| ----------- | ----------- | ----------- |
| Giovinazzo  | 3 - 4       | Bisceglie   |
| 2ª giornata |             |             |
| Modugno     | 3 - 6       | Giovinazzo  |
| 3ª giornata |             |             |
| Bisceglie   | 13 - 1      | Giovinazzo  |

#### Triangolare 31
| Squadra     | P.ti | G | V | N | P | GF | GS | DR |
| ----------- | ---- | - | - | - | - | -- | -- | -- |
| Scanzano    | 3    | 2 | 1 | 0 | 1 | 8  | 6  | +2 |
| Mediocrati  | 3    | 2 | 1 | 0 | 1 | 8  | 9  | -1 |
| Real Matera | 3    | 2 | 1 | 0 | 1 | 7  | 8  | -1 |

| Squadra 1   | Risultato   | Squadra 2   |
| 1ª giornata | 1ª giornata | 1ª giornata |
| ----------- | ----------- | ----------- |
| Real Matera | 5 - 1       | Scanzano    |
| 2ª giornata |             |             |
| Scanzano    | 7 - 1       | Mediocrati  |
| 3ª giornata |             |             |
| Mediocrati  | 7 - 2       | Real Matera |

#### Triangolare 4
| Squadra    | P.ti | G | V | N | P | GF | GS | DR |
| ---------- | ---- | - | - | - | - | -- | -- | -- |
| Bergamo    | 4    | 2 | 1 | 1 | 0 | 10 | 9  | +1 |
| Antares    | 2    | 2 | 0 | 2 | 0 | 12 | 12 | 0  |
| Real Milan | 1    | 2 | 0 | 1 | 1 | 9  | 10 | -1 |

| Squadra 1   | Risultato   | Squadra 2   |
| 1ª giornata | 1ª giornata | 1ª giornata |
| ----------- | ----------- | ----------- |
| Bergamo     | 6 - 6       | Antares     |
| 2ª giornata |             |             |
| Antares     | 6 - 6       | Real Milan  |
| 3ª giornata |             |             |
| Real Milan  | 3 - 4       | Bergamo     |

#### Triangolare 6
| Squadra       | P.ti | G | V | N | P | GF | GS | DR |
| ------------- | ---- | - | - | - | - | -- | -- | -- |
| Bologna FF    | 6    | 2 | 2 | 0 | 0 | 15 | 8  | +7 |
| Ass. Club     | 3    | 2 | 1 | 0 | 1 | 6  | 11 | -5 |
| Reggio Emilia | 0    | 2 | 0 | 0 | 2 | 11 | 13 | -2 |

| Squadra 1     | Risultato   | Squadra 2     |
| 1ª giornata   | 1ª giornata | 1ª giornata   |
| ------------- | ----------- | ------------- |
| Ass. Club     | 5 - 4       | Reggio Emilia |
| 2ª giornata   |             |               |
| Reggio Emilia | 7 - 8       | Bologna FF    |
| 3ª giornata   |             |               |
| Bologna FF    | 7 - 1       | Ass. Club     |

#### Triangolare 8
| Squadra     | P.ti | G | V | N | P | GF | GS | DR |
| ----------- | ---- | - | - | - | - | -- | -- | -- |
| Thiene      | 4    | 2 | 1 | 1 | 0 | 13 | 7  | +5 |
| Bubi Merano | 4    | 2 | 1 | 1 | 0 | 13 | 12 | +1 |
| La Grolla   | 0    | 2 | 0 | 0 | 2 | 6  | 12 | -6 |

| Squadra 1   | Risultato   | Squadra 2   |
| 1ª giornata | 1ª giornata | 1ª giornata |
| ----------- | ----------- | ----------- |
| La Grolla   | 1 - 6       | Thiene      |
| 2ª giornata |             |             |
| Bubi Merano | 6 - 5       | La Grolla   |
| 3ª giornata |             |             |
| Thiene      | 7 - 7       | Bubi Merano |

#### Triangolare 11
| Squadra       | P.ti | G | V | N | P | GF | GS | DR |
| ------------- | ---- | - | - | - | - | -- | -- | -- |
| Castelbellino | 4    | 2 | 1 | 1 | 0 | 11 | 6  | +5 |
| Montesicuro   | 3    | 2 | 1 | 0 | 1 | 8  | 8  | 0  |
| San Severino  | 1    | 2 | 0 | 1 | 1 | 9  | 14 | -5 |

| Squadra 1     | Risultato   | Squadra 2     |
| 1ª giornata   | 1ª giornata | 1ª giornata   |
| ------------- | ----------- | ------------- |
| Castelbellino | 5 - 0       | Montesicuro   |
| 2ª giornata   |             |               |
| Montesicuro   | 8 - 3       | San Severino  |
| 3ª giornata   |             |               |
| San Severino  | 6 - 6       | Castelbellino |

#### Triangolare 14
| Squadra          | P.ti | G | V | N | P | GF | GS | DR |
| ---------------- | ---- | - | - | - | - | -- | -- | -- |
| Atlante Grosseto | 6    | 2 | 2 | 0 | 0 | 10 | 2  | +8 |
| Poggibonsese     | 3    | 2 | 1 | 0 | 1 | 6  | 7  | -1 |
| Isolotto         | 0    | 2 | 0 | 0 | 2 | 1  | 8  | -7 |

| Squadra 1        | Risultato   | Squadra 2        |
| 1ª giornata      | 1ª giornata | 1ª giornata      |
| ---------------- | ----------- | ---------------- |
| Atlante Grosseto | 6 - 2       | Poggibonsese     |
| 2ª giornata      |             |                  |
| Poggibonsese     | 4 - 1       | Isolotto         |
| 3ª giornata      |             |                  |
| Isolotto         | 0 - 4       | Atlante Grosseto |

#### Triangolare 20
| Squadra  | P.ti | G | V | N | P | GF | GS | DR |
| -------- | ---- | - | - | - | - | -- | -- | -- |
| Pomezia  | 6    | 2 | 2 | 0 | 0 | 5  | 2  | +3 |
| Ariccia  | 3    | 2 | 1 | 0 | 1 | 6  | 4  | +2 |
| Velletri | 0    | 2 | 0 | 0 | 2 | 4  | 9  | -5 |

| Squadra 1   | Risultato   | Squadra 2   |
| 1ª giornata | 1ª giornata | 1ª giornata |
| ----------- | ----------- | ----------- |
| Pomezia     | 3 - 2       | Velletri    |
| 2ª giornata |             |             |
| Velletri    | 2 - 6       | Ariccia     |
| 3ª giornata |             |             |
| Ariccia     | 0 - 2       | Pomezia     |

#### Triangolare 24
| Squadra      | P.ti | G | V | N | P | GF | GS | DR |
| ------------ | ---- | - | - | - | - | -- | -- | -- |
| Pro Calcetto | 6    | 2 | 2 | 0 | 0 | 11 | 4  | +7 |
| Venafro      | 3    | 2 | 1 | 0 | 1 | 9  | 11 | -2 |
| Këmarin      | 0    | 2 | 0 | 0 | 2 | 10 | 15 | -5 |

| Squadra 1    | Risultato   | Squadra 2    |
| 1ª giornata  | 1ª giornata | 1ª giornata  |
| ------------ | ----------- | ------------ |
| Venafro      | 1 - 4       | Pro Calcetto |
| 2ª giornata  |             |              |
| Këmarin      | 7 - 8       | Venafro      |
| 3ª giornata  |             |              |
| Pro Calcetto | 7 - 3       | Këmarin      |

#### Triangolare 27
| Squadra     | P.ti | G | V | N | P | GF | GS | DR  |
| ----------- | ---- | - | - | - | - | -- | -- | --- |
| Napoli Five | 6    | 2 | 2 | 0 | 0 | 17 | 6  | +11 |
| Barrese     | 3    | 2 | 1 | 0 | 1 | 15 | 7  | +8  |
| Gragnano    | 0    | 2 | 0 | 0 | 2 | 2  | 21 | -19 |

| Squadra 1   | Risultato   | Squadra 2   |
| 1ª giornata | 1ª giornata | 1ª giornata |
| ----------- | ----------- | ----------- |
| Napoli Five | 6 - 5       | Barrese     |
| 2ª giornata |             |             |
| Barrese     | 10 - 1      | Gragnano    |
| 3ª giornata |             |             |
| Gragnano    | 1 - 11      | Napoli Five |

#### Triangolare 30
| Squadra            | P.ti | G | V | N | P | GF | GS | DR  |
| ------------------ | ---- | - | - | - | - | -- | -- | --- |
| Polignano          | 6    | 2 | 2 | 0 | 0 | 21 | 5  | +16 |
| Sport Five         | 3    | 2 | 1 | 0 | 1 | 7  | 20 | -13 |
| Azzurri Conversano | 0    | 2 | 0 | 0 | 2 | 6  | 9  | -3  |

| Squadra 1          | Risultato   | Squadra 2          |
| 1ª giornata        | 1ª giornata | 1ª giornata        |
| ------------------ | ----------- | ------------------ |
| Azzurri Conversano | 3 - 4       | Polignano          |
| 2ª giornata        |             |                    |
| Sport Five         | 5 - 3       | Azzurri Conversano |
| 3ª giornata        |             |                    |
| Polignano          | 17 - 2      | Sport Five         |

#### Triangolare 32
| Squadra    | P.ti | G | V | N | P | GF | GS | DR |
| ---------- | ---- | - | - | - | - | -- | -- | -- |
| Pro Scicli | 6    | 2 | 2 | 0 | 0 | 8  | 5  | +3 |
| Regalbuto  | 1    | 2 | 0 | 1 | 1 | 8  | 9  | -1 |
| Corleone   | 1    | 2 | 0 | 1 | 1 | 5  | 7  | -2 |

| Squadra 1   | Risultato   | Squadra 2   |
| 1ª giornata | 1ª giornata | 1ª giornata |
| ----------- | ----------- | ----------- |
| Corleone    | 1 - 3       | Pro Scicli  |
| 2ª giornata |             |             |
| Regalbuto   | 4 - 4       | Corleone    |
| 3ª giornata |             |             |
| Pro Scicli  | 5 - 4       | Regalbuto   |

### Accoppiamenti
Risulta qualificata la squadra che nelle due partite di andata e ritorno, ottiene il miglior punteggio, ovvero, a parità di punteggio, la squadra che realizza il maggior numero di reti. Qualora risulti parità nelle reti segnate, gli arbitri della gara di ritorno fanno disputare due tempi supplementari di 5 minuti ciascuno. Qualora anche al termine dei tempi supplementari sussista la parità, si procede all'effettuazione dei tiri di rigore.

#### Accoppiamento 2
| Squadra                 | P.ti | G | V | N | P | GF | GS | DR |
| ----------------------- | ---- | - | - | - | - | -- | -- | -- |
| Real Torino             | 3    | 2 | 1 | 0 | 1 | 13 | 9  | +4 |
| San Lorenzo della Costa | 3    | 2 | 1 | 0 | 1 | 9  | 13 | -4 |

| Squadra 1               | Risultato   | Squadra 2               |
| 1ª giornata             | 1ª giornata | 1ª giornata             |
| ----------------------- | ----------- | ----------------------- |
| San Lorenzo della Costa | 3 - 2       | Real Torino             |
| 2ª giornata             |             |                         |
| Real Torino             | 11 - 6      | San Lorenzo della Costa |

#### Accoppiamento 10
| Squadra       | P.ti | G | V | N | P | GF | GS | DR  |
| ------------- | ---- | - | - | - | - | -- | -- | --- |
| Palextra Fano | 6    | 2 | 0 | 0 | 2 | 15 | 3  | +12 |
| Fano          | 0    | 2 | 0 | 0 | 2 | 3  | 15 | -12 |

| Squadra 1     | Risultato   | Squadra 2     |
| 1ª giornata   | 1ª giornata | 1ª giornata   |
| ------------- | ----------- | ------------- |
| Palextra Fano | 5 - 2       | Fano          |
| 2ª giornata   |             |               |
| Fano          | 1 - 10      | Palextra Fano |

#### Accoppiamento 15
| Squadra | P.ti | G | V | N | P | GF | GS | DR |
| ------- | ---- | - | - | - | - | -- | -- | -- |
| Buskers | 4    | 2 | 1 | 1 | 0 | 5  | 3  | +2 |
| Magione | 1    | 2 | 0 | 1 | 1 | 3  | 5  | -2 |

| Squadra 1   | Risultato   | Squadra 2   |
| 1ª giornata | 1ª giornata | 1ª giornata |
| ----------- | ----------- | ----------- |
| Magione     | 1 - 1       | Buskers     |
| 2ª giornata |             |             |
| Buskers     | 4 - 2       | Magione     |

#### Accoppiamento 18
| Squadra           | P.ti | G | V | N | P | GF | GS | DR  |
| ----------------- | ---- | - | - | - | - | -- | -- | --- |
| Cinecittà         | 6    | 2 | 2 | 0 | 0 | 16 | 2  | +14 |
| Boemia Edilproget | 0    | 2 | 0 | 0 | 2 | 2  | 16 | -14 |

| Squadra 1         | Risultato   | Squadra 2         |
| 1ª giornata       | 1ª giornata | 1ª giornata       |
| ----------------- | ----------- | ----------------- |
| Boemia Edilproget | 1 - 5       | Cinecittà         |
| 2ª giornata       |             |                   |
| Cinecittà         | 11 - 1      | Boemia Edilproget |

#### Accoppiamento 21
| Squadra        | P.ti | G | V | N | P | GF | GS | DR |
| -------------- | ---- | - | - | - | - | -- | -- | -- |
| ATS Quartu     | 4    | 2 | 1 | 1 | 0 | 8  | 6  | +2 |
| Costa di Sopra | 1    | 2 | 0 | 1 | 1 | 6  | 8  | -2 |

| Squadra 1      | Risultato   | Squadra 2      |
| 1ª giornata    | 1ª giornata | 1ª giornata    |
| -------------- | ----------- | -------------- |
| ATS Quartu     | 5 - 3       | Costa di Sopra |
| 2ª giornata    |             |                |
| Costa di Sopra | 3 - 3       | ATS Quartu     |

#### Accoppiamento 25
| Squadra     | P.ti | G | V | N | P | GF | GS | DR |
| ----------- | ---- | - | - | - | - | -- | -- | -- |
| Forio       | 3    | 2 | 1 | 0 | 1 | 8  | 5  | +3 |
| Napoli Nord | 3    | 2 | 1 | 0 | 1 | 5  | 8  | -3 |

| Squadra 1   | Risultato   | Squadra 2   |
| 1ª giornata | 1ª giornata | 1ª giornata |
| ----------- | ----------- | ----------- |
| Napoli Nord | 4 - 1       | Forio       |
| 2ª giornata |             |             |
| Forio       | 7 - 1       | Napoli Nord |

#### Accoppiamento 3
| Squadra          | P.ti | G | V | N | P | GF | GS | DR |
| ---------------- | ---- | - | - | - | - | -- | -- | -- |
| Gordona          | 6    | 2 | 2 | 0 | 0 | 11 | 6  | +5 |
| Bergamo Calcetto | 0    | 2 | 0 | 0 | 2 | 6  | 11 | -5 |

| Squadra 1        | Risultato   | Squadra 2        |
| 1ª giornata      | 1ª giornata | 1ª giornata      |
| ---------------- | ----------- | ---------------- |
| Gordona          | 6 - 2       | Bergamo Calcetto |
| 2ª giornata      |             |                  |
| Bergamo Calcetto | 4 - 5       | Gordona          |

#### Accoppiamento 12
| Squadra     | P.ti | G | V | N | P | GF | GS | DR |
| ----------- | ---- | - | - | - | - | -- | -- | -- |
| Sangiorgese | 3    | 2 | 1 | 0 | 1 | 10 | 6  | +4 |
| Ascoli      | 3    | 2 | 1 | 0 | 1 | 6  | 10 | -4 |

| Squadra 1   | Risultato   | Squadra 2   |
| 1ª giornata | 1ª giornata | 1ª giornata |
| ----------- | ----------- | ----------- |
| Ascoli      | 5 - 3       | Sangiorgese |
| 2ª giornata |             |             |
| Sangiorgese | 7 - 1       | Ascoli      |

#### Accoppiamento 16
| Squadra               | P.ti | G | V | N | P | GF | GS | DR |
| --------------------- | ---- | - | - | - | - | -- | -- | -- |
| Coar Orvieto          | 6    | 2 | 2 | 0 | 0 | 11 | 4  | +7 |
| Polizia Penitenziaria | 0    | 2 | 0 | 0 | 2 | 4  | 11 | -7 |

| Squadra 1             | Risultato   | Squadra 2             |
| 1ª giornata           | 1ª giornata | 1ª giornata           |
| --------------------- | ----------- | --------------------- |
| Polizia Penitenziaria | 3 - 6       | Coar Orvieto          |
| 2ª giornata           |             |                       |
| Coar Orvieto          | 5 - 1       | Polizia Penitenziaria |

#### Accoppiamento 19
| Squadra          | P.ti | G | V | N | P | GF | GS | DR |
| ---------------- | ---- | - | - | - | - | -- | -- | -- |
| Ceccano          | 3    | 2 | 1 | 0 | 1 | 7  | 6  | +1 |
| Forte Colleferro | 3    | 2 | 1 | 0 | 1 | 6  | 7  | -1 |

| Squadra 1        | Risultato   | Squadra 2        |
| 1ª giornata      | 1ª giornata | 1ª giornata      |
| ---------------- | ----------- | ---------------- |
| Forte Colleferro | 3 - 2       | Ceccano          |
| 2ª giornata      |             |                  |
| Ceccano          | 5 - 3 (dts) | Forte Colleferro |

#### Accoppiamento 22
| Squadra               | P.ti | G | V | N | P | GF | GS | DR |
| --------------------- | ---- | - | - | - | - | -- | -- | -- |
| Pro Capoterra         | 4    | 2 | 1 | 1 | 0 | 5  | 4  | +1 |
| Mediterranea Carbonia | 1    | 2 | 0 | 1 | 1 | 4  | 5  | -1 |

| Squadra 1             | Risultato   | Squadra 2             |
| 1ª giornata           | 1ª giornata | 1ª giornata           |
| --------------------- | ----------- | --------------------- |
| Mediterranea Carbonia | 4 - 4       | Pro Capoterra         |
| 2ª giornata           |             |                       |
| Pro Capoterra         | 1 - 0       | Mediterranea Carbonia |

#### Accoppiamento 28
| Squadra  | P.ti | G | V | N | P | GF | GS | DR |
| -------- | ---- | - | - | - | - | -- | -- | -- |
| Barletta | 6    | 2 | 2 | 0 | 0 | 13 | 4  | +9 |
| Sipontum | 0    | 2 | 0 | 0 | 2 | 4  | 13 | -9 |

| Squadra 1   | Risultato   | Squadra 2   |
| 1ª giornata | 1ª giornata | 1ª giornata |
| ----------- | ----------- | ----------- |
| Barletta    | 6 - 0       | Sipontum    |
| 2ª giornata |             |             |
| Sipontum    | 4 - 7       | Barletta    |

## Sedicesimi di finale
Le trentadue società qualificate sono suddivise in sedici accoppiamenti già stabiliti tenuto conto, per quanto possibile, dei criteri di vicinorietà.
Le società disputeano incontri di andata e ritorno ad eliminazione diretta. La vincitrice accede agli ottavi di finale. Gli incontri di andata si sono svolti il 26 ottobre e il 6 novembre, quelli di ritorno il 9 e il 23 novembre 2004 a campi invertiti.
| Squadra 1           | Totale  | Squadra 2       | Andata | Ritorno     |
| ------------------- | ------- | --------------- | ------ | ----------- |
| Real Torino         | 3 - 4   | Aosta           | 2 - 1  | 1 - 3 (dts) |
| Gordona             | 8 - 11  | Bergamo         | 4 - 3  | 4 - 8       |
| Toniolo Milano      | 12 - 9  | Bologna FF      | 6 - 3  | 6 - 6       |
| Castelli Montecchio | 10 - 2  | Thiene          | 6 - 1  | 4 - 1       |
| Palextra Fano       | 8 - 12  | Imola           | 6 - 8  | 2 - 4       |
| Sangiorgese         | 9 - 7   | Castelbellino   | 4 - 4  | 5 - 3       |
| Atlante Grosseto    | 12 - 5  | Livorno 94      | 7 - 1  | 5 - 4       |
| Buskers             | 6 - 5   | Coar Orvieto    | 3 - 4  | 3 - 1 (dts) |
| CUS Viterbo         | 4 - 34  | Cinecittà       | 3 - 8  | 1 - 26      |
| Ceccano             | 9 - 4   | Pomezia         | 8 - 0  | 1 - 4       |
| Pro Capoterra       | 10 - 7  | ATS Quartu      | 2 - 2  | 8 - 5       |
| Pro Calcetto        | 6 - 9   | Città di Chieti | 1 - 1  | 5 - 8 (dts) |
| Forio               | 5 - 18  | Afragola        | 5 - 3  | 0 - 15      |
| Napoli Five         | 14 - 16 | Barletta        | 6 - 3  | 8 - 13      |
| Polignano           | 2 - 6   | Bisceglie       | 2 - 3  | 0 - 3       |
| Scanzano            | 2 - 6   | Pro Scicli      | 2 - 2  | 0 - 4       |

## Ottavi di finale
Le sedici società qualificate sono suddivise in otto accoppiamenti già stabiliti. Le società disputano incontri di andata e ritorno ad eliminazione diretta.
La vincitrice accede ai quarti di finale. Gli incontri di andata si sono svolti il 29 e 30 novembre, quelli di ritorno il 14 e 15 dicembre 2004 a campi invertiti.
| Squadra 1       | Totale  | Squadra 2           | Andata | Ritorno      |
| --------------- | ------- | ------------------- | ------ | ------------ |
| Aosta           | 7 - 5   | Bergamo             | 5 - 1  | 2 - 4        |
| Toniolo Milano  | 14 - 13 | Castelli Montecchio | 8 - 5  | 6 - 8        |
| Sangiorgese     | ? - ?   | Imola               | 2 - 6  | ? - ?        |
| Buskers         | 4 - 11  | Atlante Grosseto    | 2 - 8  | 2 - 3        |
| Ceccano         | 3 - 9   | Cinecittà           | 1 - 5  | 2 - 4        |
| Città di Chieti | 10 - 6  | Pro Capoterra       | 4 - 3  | 6 - 3        |
| Afragola        | ? - ?   | Barletta            | 2 - 0  | 9 - 10 (dtr) |
| Pro Scicli      | 5 - 4   | Bisceglie           | 3 - 1  | 2 - 3        |

## Quarti di finale
Le otto società qualificate sono suddivise in quattro accoppiamenti già stabiliti. Le società disputano incontri di andata e ritorno ad eliminazione diretta. La vincitrice accede alla fase finale. Gli incontri di andata si sono svolti l'11 gennaio, quelli di ritorno il 24, 25 e 27 gennaio 2005 a campi invertiti.
| Squadra 1      | Totale | Squadra 2        | Andata | Ritorno      |
| -------------- | ------ | ---------------- | ------ | ------------ |
| Toniolo Milano | 8 - 7  | Aosta            | 5 - 3  | 3 - 4 (dts)  |
| Imola          | ? - ?  | Atlante Grosseto | 2 - 3  | 12 - 9 (dtr) |
| Cinecittà      | 14 - 4 | Città di Chieti  | 10 - 1 | 4 - 3        |
| Pro Scicli     | 6 - 3  | Afragola         | 6 - 2  | 0 - 1        |

## Fase finale
La fase finale è stata organizzata dalla società OMGM Imola e si è svolta il 21 e il 22 marzo 2005 presso la palestra Cavina di Imola. Le gare di semifinale e di finale sono disputate in gara unica e gli accoppiamenti delle quattro società determinati tramite sorteggio. La manifestazione è stata vinta dalla Pro Scicli.

### Tabellone
|  | Semifinali     | Semifinali     | Semifinali |            |           | Finale    | Finale | Finale |  |
|  |                |                |            |            |           |           |        |        |  |
|  | Toniolo Milano | Toniolo Milano | 5          |            |           |           |        |        |  |
|  | Toniolo Milano | Toniolo Milano | 5          |            |           |           |        |        |  |
|  | Cinecittà      | Cinecittà      | 6          |            |           |           |        |        |  |
|  | Cinecittà      | Cinecittà      | 6          |            | Cinecittà | Cinecittà | 2 (5)  |        |  |
|  |                |                |            |            | Cinecittà | Cinecittà | 2 (5)  |        |  |
|  |                |                | Pro Scicli | Pro Scicli | 2 (6)     |           |        |        |  |
|  | Pro Scicli     | Pro Scicli     | Pro Scicli | Pro Scicli | 2 (6)     | 4         |        |        |  |
|  | Pro Scicli     | Pro Scicli     |            |            |           |           |        |        |  |
|  | Imola          | Imola          | 1          |            |           |           |        |        |  |

### Risultati

#### Semifinali
| Imola 21 marzo 2005, ore 18:30 CET | Toniolo Milano | 5 – 6 (1-4) | Cinecittà | Palestra Cavina |

| Imola 21 marzo 2005, ore 21:00 CET | Pro Scicli | 4 – 1 (2-0) | Imola | Palestra Cavina |

#### Finale
| Imola 22 marzo 2005, ore 21:00 CET           | Cinecittà            | 2 – 2 (d.t.s.) (2-2, 2-2, 2-2) | Pro Scicli | Palestra Cavina |
| \| \| \| \| \| \| Tiri di rigore 3 – 4 \| \| |                      |                                |            |                 |
|                                              |                      |                                |            |                 |
|                                              | Tiri di rigore 3 – 4 |                                |            |                 |